# Бобруйский замок
Бобруйский за́мок (бел. Бабруйскі замак) — комплекс деревянных оборонительных и административных сооружений средневекового Бобруйска.

## История
Существовал в средневековье (XIV—XVIII вв.), располагался на правом берегу реки Березина. Согласно инвентарям 1638 года и 1684 года имел площадь 13,5 моргов (9,6 га), был обнесён земляным валом, дубовой стеной с тремя защитными башнями и тремя редутами, окружён рвом шириной до 15 метров, въезд в замок осуществлялся через перекидной мост. На территории замка располагались двухэтажный жилой дом и хозяйственные постройки на подклетях.
Замок неоднократно подвергался осадам и разрушениям, в том числе крымскими татарами в 1502—1503 годах, войсками гетмана Януша Радзивилла в 1649 году, постепенно терял свои укрепления. В марте 1655 года замок сгорел во время осады казаками наказного гетмана Войска Запорожского Ивана Золотаренко. В результате перестройки 1692 года замок полностью потерял оборонительные функции.